# 国务院推进政府职能转变和“放管服”改革协调小组
国务院推进政府职能转变和“放管服”改革协调小组，是中华人民共和国国务院成立的国务院议事协调机构，负责推进政府职能转变和“放管服”（简政放权、放管结合、优化服务）改革协调工作。

## 沿革
2013年3月全国两会期间，《国务院机构改革和职能转变方案》对外发布，并且成立了国务院机构职能转变协调小组。小组的工作主要由中央机构编制委员会办公室主导，未实行集中办公。
2015年4月18日，国务院办公厅发布《国务院办公厅关于成立国务院推进职能转变协调小组的通知》（国办发〔2015〕29号），宣布“国务院决定将国务院机构职能转变协调小组的名称改为国务院推进职能转变协调小组，作为国务院议事协调机构”。
2018年7月19日，国务院办公厅发布《国务院办公厅关于成立国务院推进政府职能转变和“放管服”改革协调小组的通知》（国办发〔2018〕65号），宣布国务院推进职能转变协调小组改为国务院推进政府职能转变和“放管服”改革协调小组，作为国务院议事协调机构。“协调小组下设精简行政审批组、优化营商环境组、激励创业创新组、深化商事制度改革组、改善社会服务组5个专题组和综合组、法治组、督查组、专家组4个保障组。协调小组办公室设在国务院办公厅。”

## 职责
2015年《国务院办公厅关于成立国务院推进职能转变协调小组的通知》规定，该小组的主要职责是：“在各地区各部门推进简政放权、放管结合、职能转变的基础上，统筹研究重要领域和关键环节的重大改革措施，研究拟提请国务院常务会议审议的有关重要事项，协调推动解决改革中遇到的困难和重点难点问题，指导地方相关工作，督促各地区各部门落实改革措施。”
2018年《国务院办公厅关于成立国务院推进政府职能转变和“放管服”改革协调小组的通知》规定，该小组的主要职责是：“以习近平新时代中国特色社会主义思想为指导，深入贯彻落实党中央、国务院决策部署，围绕推动高质量发展，加快推进政府职能深刻转变，在各地区各部门深化‘放管服’改革的基础上，统筹研究推进政府职能转变和‘放管服’改革重要领域、关键环节的重大政策措施，研究拟提请国务院常务会议审议的有关重要事项，协调推动解决重点难点问题，指导督促各地区各部门落实改革措施，更大限度激发市场活力、调动人的积极性和社会创造力。”

## 组成人员
| 2015年《国务院办公厅关于成立国务院推进职能转变协调小组的通知》确定的组成人员是： 组长 - 张高丽（国务院副总理） 副组长 - 杨晶（国务委员兼国务院秘书长） - 王勇（国务委员） 成员 - 肖捷（国务院副秘书长） - 江小涓（国务院副秘书长） - 丁向阳（国务院副秘书长） - 王仲伟（国务院副秘书长） - 张纪南（中央编办主任） - 宋大涵（国务院法制办主任） | 2017年7月24日《国务院办公厅关于调整国务院推进职能转变协调小组组成人员的通知》（国办发〔2017〕71号）调整后的组成人员是： 组长 - 张高丽（国务院副总理） 副组长 - 杨晶（国务委员兼国务院秘书长） - 王勇（国务委员） 成员 - 丁学东（国务院副秘书长） - 江小涓（国务院副秘书长） - 丁向阳（国务院副秘书长） - 孟扬（国务院副秘书长） - 高雨（国务院机关党组成员、国办督查室主任） - 张纪南（中央编办（国务院审改办）主任） - 袁曙宏（国务院法制办副主任） |

| 2018年《国务院办公厅关于成立国务院推进政府职能转变和“放管服”改革协调小组的通知》确定的组成人员是： 组长 - 韩正（国务院副总理） 副组长 - 王勇（国务委员） - 肖捷（国务委员、国务院秘书长） 成员 - 丁学东（国务院副秘书长） - 丁向阳（国务院副秘书长） - 陆俊华（国务院副秘书长） - 高雨（国务院机关党组成员、国务院办公厅督查室主任） - 连维良（发展改革委副主任） - 林念修（发展改革委副主任） - 杜占元（教育部副部长） - 田学军（教育部副部长） - 李萌（科技部副部长） - 王江平（工业和信息化部副部长） - 辛国斌（工业和信息化部副部长） - 王小洪（公安部副部长） - 高晓兵（民政部副部长） - 傅政华（司法部部长） - 甘藏春（司法部党组成员） - 刘伟（财政部副部长） - 汤涛（人力资源社会保障部副部长） - 王广华（自然资源部副部长） - 黄润秋（生态环境部副部长） - 翟青（生态环境部副部长） - 黄艳（住房城乡建设部副部长） - 戴东昌（交通运输部副部长） - 余欣荣（农业农村部副部长） - 王受文（商务部副部长兼国际贸易谈判副代表） - 项兆伦（文化和旅游部副部长） - 曾益新（卫生健康委副主任） - 刘国强（人民银行行长助理） - 翁杰明（国资委副主任） - 王令浚（海关总署副署长） - 张广志（海关总署党组成员兼国家口岸办主任） - 任荣发（税务总局副局长） - 张茅（市场监管总局局长） - 马正其（市场监管总局副局长） - 李滔（医保局副局长） - 周亮（银保监会副主席） - 綦成元（能源局副局长） - 贺化（知识产权局副局长） - 陈进玉（专家组组长） |

## 机构设置

### 办事机构
国务院推进职能转变协调小组下设综合组，设在国务院办公厅，对外以国务院推进职能转变协调小组办公室的名义开展工作。
国务院推进政府职能转变和“放管服”改革协调小组的办事机构是国务院推进政府职能转变和“放管服”改革协调小组办公室，设在国务院办公厅。历任办公室主任、副主任是：

| 主任 - 肖捷（2018年7月－，兼任） | 副主任 |

### 专题组
国务院推进职能转变协调小组下设6个专题组：
- 行政审批改革组：负责牵头推进国务院行政审批制度改革，进一步取消和下放行政审批事项，规范行政审批行为，防止和纠正变相审批，约束自由裁量权，提高政府服务水平。
- 投资审批改革组：负责牵头推进投资项目审批制度改革，大幅减少投资项目前置审批和规范前置中介服务，推进并联审批，积极探索投资项目清单管理模式，运用大数据和互联网等技术手段加强监管。
- 职业资格改革组：负责牵头推进职业资格管理制度改革，减少职业资格许可和认定事项，建立职业资格目录清单管理制度，规范职业资格和证书管理，加强对职业资格制度实施情况的监管。
- 收费清理改革组：负责牵头推进收费管理制度改革，清理取消不合法不合理收费项目，实行收费目录清单管理，完善收费监管制度。
- 商事制度改革组：负责牵头深化注册资本登记制度改革，完成工商营业执照、组织机构代码证和税务登记证“三证合一、一照一号”改革，构建以信用为核心的新型市场监管机制，深入推进工商登记前置审批事项改为后置审批的改革。
- 教科文卫体改革组：负责牵头协调推动教科文卫体领域简政放权、转变职能、增加公共产品和公共服务供给的措施，研究加强事中事后监管的措施，按照促进大众创业、万众创新的要求，研究提出政府“管什么、怎么管”的意见和措施[3]。

各组组长、副组长是：

| 行政审批改革组 组长 - 张纪南（2015年4月－2018年，中央编办（国务院审改办）主任） 副组长 - 吴知论（？－2018年，中央编办（国务院审改办）副主任） | 投资审批改革组 组长 - 张勇（2015年4月－2018年，国家发展改革委副主任） 副组长 - 王世元（2015年4月－2016年7月，国土资源部副部长） - 吴晓青（2015年4月－2016年3月，环境保护部副部长） - 陈大卫（2015年4月－2015年7月，住房城乡建设部副部长） - 赵龙（2016年7月－2018年，国土资源部副部长） - 黄润秋（2016年3月－2018年，环境保护部副部长） - 黄艳（2016年4月－2018年，住房城乡建设部副部长） |

| 职业资格改革组 组长 - 尹蔚民（2015年4月－2018年，人力资源社会保障部部长） 副组长 - 汤涛（2015年4月－2018年，人力资源社会保障部副部长） | 收费清理改革组 组长 - 楼继伟（2015年4月－2016年11月，财政部部长） - 肖捷（2016年11月－2018年，财政部部长） 副组长 - 胡祖才（2015年4月－2018年，国家发展改革委副主任） - 毛伟明（2015年4月－2015年7月，工业和信息化部副部长） - 顾朝曦（2015年4月－2018年，民政部副部长） - 辛国斌（2015年7月－2018年，工业和信息化部副部长） |

| 商事制度改革组 组长 - 张茅（2015年4月－2018年，工商总局局长） 副组长 - 连维良（2015年4月－2018年，国家发展改革委副主任） - 刘玉亭（2015年4月－2017年2月，工商总局副局长） - 马正其（2017年2月－2018年，工商总局副局长） | 教科文卫体改革组 组长 - 江小涓（2015年4月－2018年，国务院副秘书长） 副组长 - 杜玉波（2015年4月－2016年10月，教育部副部长） - 李萌（2015年4月－2018年，科技部副部长） - 项兆伦（2015年4月－2018年，文化部副部长） - 刘谦（2015年4月－2017年2月，卫生计生委副主任） - 阎晓宏（2015年4月－2017年4月，新闻出版广电总局副局长） - 杨树安（2015年4月－2016年12月，体育总局副局长） - 田学军（2017年2月－2018年，教育部副部长） - 曾益新（2017年2月－2018年，国家卫生计生委副主任） - 周慧琳（2017年4月－2018年，新闻出版广电总局副局长） - 赵勇（2016年12月－2018年，体育总局副局长） |

国务院推进政府职能转变和“放管服”改革协调小组下设5个专题组：
- 精简行政审批组：“负责牵头推进国务院行政审批制度改革、投资审批制度改革、工程建设项目审批制度改革。放权方面，协调推进清理和规范各类行政许可等管理事项，继续清理精简投资项目审批、工程建设项目审批、核准等事项，推行区域评估、联合评审、并联审批等。监管方面，规范行政审批行为，审核并督促落实取消下放审批事项的事中事后监管措施。服务方面，协调推进行政审批标准化，打造全国一体化政务服务平台，推进审批服务便民化，持续开展减证便民行动，提高政府服务质量和效率。”
- 优化营商环境组：“负责牵头优化营商环境，提高综合竞争力，打造竞争新优势。放权方面，推进实行全国统一的市场准入负面清单制度，清理废除妨碍统一市场和公平竞争的各种规定和做法。扩大外资市场准入，促进民间投资，提升贸易便利化水平。监管方面，清理规范审批中介服务，全面推行依清单收费，完善收费监管制度，持续清理规范涉企收费。服务方面，加强产权保护，推动健全知识产权保护体系。加快水电气暖、银行等公用事业领域改革，提升服务质量效率。加强政务诚信建设。建立健全营商环境评价机制。”
- 激励创业创新组：“负责牵头推进实施创新驱动发展战略，打造大众创业、万众创新升级版，推进新旧动能接续转换。放权方面，协调推进科研经费使用和管理方式改革创新，赋予高校、科研院所和科技人员更大自主权，提高创新成果转化效率，激发创业创新活力。监管方面，对新兴产业量身定制包容审慎监管模式和标准规范，坚守安全和质量底线。服务方面，协调推动各类主体融通创新，破解创业创新融资难题。改革分配机制，健全保障体系，促进人才合理流动。深化职业资格管理制度改革，加强就业和技能服务，完善对新就业形态的支持措施。”
- 深化商事制度改革组：“负责牵头深化商事制度改革，加强和完善市场监管，维护公平竞争市场秩序。放权方面，压缩企业开办时间，全面推开‘证照分离’改革，深化‘多证合一’改革，推进工业产品生产许可证制度改革，推行简易注销改革。监管方面，健全以‘双随机、一公开’监管为基本手段、以重点监管为补充、以信用监管为基础的新型监管机制，推进跨部门联合监管和‘互联网+监管’。规范执法行为和自由裁量权。服务方面，发挥标准的引领和规范作用，强化标准体系，健全认证认可检验检测体系。”
- 改善社会服务组：“牵头负责协调推进教育、卫生健康、养老、社保以及社会管理等领域‘放管服’改革，为人民群众提供便捷高效、公平可及的公共服务。放权方面，协调推进放宽服务业市场准入，调动市场力量增加非基本公共服务供给。监管方面，强化对政府窗口服务的监督，加强公共服务质量监管。服务方面，简化优化民生事项办理流程和手续，推进养老保险、医疗保险等事项异地联网办理。充分运用‘互联网+教育’、‘互联网+医疗’等模式，增强优质公共服务资源辐射效应。”[4]

各组组长、副组长是：

| 精简行政审批组 组长 - 丁学东（2018年7月－，国务院副秘书长） 副组长 - 陆俊华（2018年7月－，国务院副秘书长） - 林念修（2018年7月－，发展改革委副主任） - 甘藏春（2018年7月－，司法部党组成员） - 黄艳（2018年7月－，住房城乡建设部副部长） - 马正其（2018年7月－，市场监管总局副局长） | 优化营商环境组 组长 - 林念修（2018年7月－，发展改革委副主任） 副组长 - 辛国斌（2018年7月－，工业和信息化部副部长） - 刘伟（2018年7月－，财政部副部长） - 王广华（2018年7月－，自然资源部副部长） - 黄润秋（2018年7月－，生态环境部副部长） - 黄艳（2018年7月－，住房城乡建设部副部长） - 王受文（2018年7月－，商务部副部长兼国际贸易谈判副代表） - 刘国强（2018年7月－，人民银行行长助理） - 张广志（2018年7月－，海关总署党组成员兼国家口岸办主任） - 马正其（2018年7月－，市场监管总局副局长） - 綦成元（2018年7月－，能源局副局长） - 贺化（2018年7月－，知识产权局副局长） |

| 激励创业创新组 组长 - 林念修（2018年7月－，发展改革委副主任） 副组长 - 杜占元（2018年7月－，教育部副部长） - 李萌（2018年7月－，科技部副部长） - 王江平（2018年7月－，工业和信息化部副部长） - 刘伟（2018年7月－，财政部副部长） - 汤涛（2018年7月－，人力资源社会保障部副部长） - 翁杰明（2018年7月－，国资委副主任） - 马正其（2018年7月－，市场监管总局副局长） - 周亮银（2018年7月－，保监会副主席） | 深化商事制度改革组 组长 - 张茅（2018年7月－，市场监管总局局长） 副组长 - 连维良（2018年7月－，发展改革委副主任） - 翟青（2018年7月－，生态环境部副部长） - 戴东昌（2018年7月－，交通运输部副部长） - 余欣荣（2018年7月－，农业农村部副部长） - 项兆伦（2018年7月－，文化和旅游部副部长） - 王令浚（2018年7月－，海关总署副署长） - 任荣发（2018年7月－，税务总局副局长） |

| 改善社会服务组 组长 - 丁向阳（2018年7月－，国务院副秘书长） 副组长 - 田学军（2018年7月－，教育部副部长） - 王小洪（2018年7月－，公安部副部长） - 高晓兵（2018年7月－，民政部副部长） - 甘藏春（2018年7月－，司法部党组成员） - 汤涛（2018年7月－，人力资源社会保障部副部长） - 曾益新（2018年7月－，卫生健康委副主任） - 李滔（2018年7月－，医保局副局长） |

### 保障组
国务院推进职能转变协调小组下设4个功能组：
- 综合组（协调小组办公室）：综合组设在国务院办公厅，是从国务院办公厅及有关部门抽调人员组成，集中办公，对外以“国务院推进职能转变协调小组办公室”的名义开展工作。负责协调小组的日常工作；负责沟通协调各专题组工作，跟踪了解、分析研究各专题组重点工作、改革措施，反映改革中遇到的困难和问题，向协调小组提出意见和建议；组织对简政放权、放管结合、职能转变重大问题和长远问题的调查研究，向协调小组提出工作建议；指导和推动地方改革工作；收集汇总相关信息资料，编发工作简报；联系新闻宣传、网络信息等主管部门组织媒体做好宣传和舆论引导工作。
- 督查组：负责督促检查简政放权、放管结合、职能转变各项措施贯彻落实情况，核查督办各专题组提出的部门和地方改革中存在的问题，以及社会对有关改革反映强烈的问题。
- 法制组：负责对简政放权、放管结合、职能转变措施进行法律审核，及时提出制修订相关法律法规的建议方案，对清理的文件进行审核等。
- 专家组：继续沿用原有的职能转变评估专家组，成员根据工作需要调整扩充。主要任务是受协调小组委托，根据工作安排，对简政放权、放管结合、职能转变事项进行评估，客观公正地提出意见和建议[3]。

各组组长、副组长是：

| 综合组（协调小组办公室） 组长（协调小组办公室主任） - 王仲伟（2015年4月－2015年9月，国务院副秘书长） - 孟扬（2015年9月－2018年，国务院副秘书长） 副组长（协调小组办公室副主任） - 吴知论（2015年4月－2018年，中央编办（国务院审改办）副主任） | 督查组 组长 - 丁向阳（2015年4月－2017年，国务院副秘书长） - 高雨（2017年－2018年，国务院机关党组成员、国办督查室主任） 副组长 - 李晓全（2015年4月－2017年5月，中央编办（国务院审改办）副主任） |

| 法制组 组长 - 宋大涵（2015年4月－2017年2月，国务院法制办主任） - 袁曙宏（2017年－2018年，国务院法制办副主任） 副组长 - 夏勇（2015年4月－2016年8月，国务院法制办副主任） - 甘藏春（2016年－2018年，国务院法制办副主任） |

国务院推进政府职能转变和“放管服”改革协调小组下设4个保障组：
- 综合组：“负责协调小组及其办公室的日常工作；负责沟通协调各专题组、保障组工作，联系地方‘放管服’改革工作机制；组织开展政府职能转变和‘放管服’改革重大问题调查研究，向协调小组提出工作建议；收集汇总相关信息资料，编发工作简报；联系主管部门组织媒体做好政策宣传解读和舆论引导工作。”
- 法治组：“负责对政府职能转变和‘放管服’改革措施进行法律审核，及时提出制修订相关法律法规的建议方案，推动相关法律法规立改废释工作，及时将成熟的改革经验制度化等。”
- 督查组：“负责督促检查政府职能转变和‘放管服’改革各项措施贯彻落实情况，核查督办各专题组提出的部门和地方改革中存在的问题，以及社会对有关改革反映强烈的问题。”
- 专家组：“受协调小组委托，围绕政府职能转变和‘放管服’改革开展理论研究，提供政策咨询，对重点改革事项进行第三方评估，客观公正地提出意见建议。”[4]

| 综合组 组长 - 陆俊华（2018年7月－，国务院副秘书长） 副组长 | 法治组 组长 - 傅政华（2018年7月－，司法部部长） 副组长 |

| 督查组 组长 - 高雨（2018年7月－，国务院机关党组成员、国办督查室主任） 副组长 | 专家组 组长 - 陈进玉（2018年7月－） 副组长 |